# Zakład Higieny Weterynaryjnej
Zakład Higieny Weterynaryjnej (w skrócie ZHW) – laboratorium urzędowe wchodzące w skład systemu laboratoriów urzędowych.
Jest to jednostka inspekcji weterynaryjnej powołana na mocy ustawy z dnia 29 stycznia 2004 r. o Inspekcji Weterynaryjnej.
Na terenie Rzeczypospolitej Polski znajduje się 16 laboratoriów wchodzących w skład wojewódzkich inspektoratów weterynarii, na czele których stoją wojewódzcy lekarze weterynarii. Niektóre z nich posiadają dodatkowe oddziały poza siedzibą główną, które zlokalizowane są na terenie danego województwa.
Zakładem Higieny Weterynaryjnej kieruje kierownik ZHW. Pracownikami ZHW są lekarze weterynarii oraz osoby z wykształceniem wyższym i średnim o profilu pokrewnym (np. zootechnika).
| LP | ZHW                                                    | Adres                                                      | Województwo         | Oddział terenowy(OT)                                                                                           | Strona internetowa                                                                                       |
| -- | ------------------------------------------------------ | ---------------------------------------------------------- | ------------------- | --- | --- |
| 1  | Zakład Higieny Weterynaryjnej w Białymstoku            | ul. Zwycięstwa 26, 15-959 Białystok                        | Podlaskie           | OT w Łomży | https://web.archive.org/web/20190709051413/http://www.bialystok.wiw.gov.pl/zhw/index.html                |
| 2  | Zakład Higieny Weterynaryjnej w Bydgoszczy             | ul. Powstańców Wielkp. 10, 85-090 Bydgoszcz                | Kujawsko-Pomorskie  | OT w Toruniu; OT we Włocławku                                                                                  | https://wiw.bydgoszcz.pl/index.php/zhw-bydgoszcz                                                         |
| 3  | Zakład Higieny Weterynaryjnej w Gdańsku                | ul. Kaprów 10, 80-316 Gdańsk ul. Kartuska 24980-125 Gdańsk | Pomorskie           | Brak oddziałów terenowych – ZHW w dwóch lokalizacjach na terenie Gdańska                                       | https://web.archive.org/web/20180102032441/http://www.gdansk.wiw.gov.pl/zakladhigienyweterynaryjnej.html |
| 4  | Zakład Higieny Weterynaryjnej w Gorzowie Wielkopolskim | ul. Boh. Warszawy 4, 66-400 Gorzów Wielkopolski            | Lubuskie            | Pracownia Badań Serologicznych w Zielonej Górze                                                                | https://sites.google.com/site/wetzgora/                                                                  |
| 5  | Zakład Higieny Weterynaryjnej w Katowicach             | ul. Brynowska 25a, 40-585 Katowice                         | Śląskie             | | http://www.katowice.wiw.gov.pl/index.php                                                                 |
| 6  | Zakład Higieny Weterynaryjnej w Kielcach               | ul. Ściegiennego 205, 25-116 Kielce                        | Kieleckie           | | https://web.archive.org/web/20160501182231/http://www.wiw.kielce.pl/zhw                                  |
| 7  | Zakład Higieny Weterynaryjnej w Krakowie               | ul. Brodowicza 13b, 30-695 Kraków                          | Małopolskie         | | http://www.wiw.krakow.pl/informacje-dla-klientow-zhw.html                                                |
| 8  | Zakład Higieny Weterynaryjnej w Krośnie                | ul. Ściegiennego 6, 38-400 Krosno                          | Podkarpackie        | Pracownia Chorób Ryb i Chorób Zakaźnych Zwierząt w Przemyślu Pracownia Mikrobiologii i Immunologii w Rzeszowie | http://wiw.krosno.pl/zhw/                                                                                |
| 9  | Zakład Higieny Weterynaryjnej w Lublinie               | ul. droga Meczenników Majdanka 50, 20-325 Lublin           | Lubelskie           | | http://www.wiw.lublin.pl/zhw/                                                                            |
| 10 | Zakład Higieny Weterynaryjnej w Łodzi                  | ul. Proletariacka 2/6, 93-569 Łódź                         | Łódzkie             | OT w Piotrkowie Trybunalskim                                                                                   | http://www.wiw.bip.lodz.pl/page/16,zaklad-higieny-weterynaryjnej-w-Lodzi.html                            |
| 11 | Zakład Higieny Weterynaryjnej w Olsztynie              | ul. Warszawska 109, 10-702 Olsztyn                         | Warmińsko-Mazurskie | OT w Ostródzie                                                                                                 | https://www.olsztyn.wiw.gov.pl/bip/zaklad-higieny-weterynaryjnej                                         |
| 12 | Zakład Higieny Weterynaryjnej w Opolu                  | ul. Wrocławska 170, 45 – 836 Opole                         | Opolskie            | | http://www.wiw.opole.pl/zhw.html                                                                         |
| 13 | Zakład Higieny Weterynaryjnej w Poznaniu               | ul. Grunwaldzka 250, 60-166 Poznań                         | Wielkopolskie       | OT w Kaliszu OT w Lesznie OT w Koninie                                                                         | http://wiw.poznan.pl/zhw/                                                                                |
| 14 | Zakład Higieny Weterynaryjnej w Szczecinie             | ul. Ostrawicka 2, 71-337 Szczecin                          | Zachodniopomorskie  | OT w Koszalinie                                                                                                | http://bip.wiw.szczecin.pl/WIWSzczecin/chapter_70017.asp                                                 |
| 15 | Zakład Higieny Weterynaryjnej w Warszawie              | ul. Lechicka 21, 02-156 Warszawa                           | Mazowieckie         | OT w Siedlcach, OT w Ostrołęce                                                                                 | http://www.zhw.wawa.wiw.mazowsze.pl/                                                                     |
| 16 | Zakład Higieny Weterynaryjnej we Wrocławiu             | ul. Januszowicka 48, 50-983 Wrocław                        | Dolnośląskie        | OT w Legnicy (Pracownia Serologii oraz Pracownia Diagnostyki Włośnicy oraz Punkt Przyjmowania Próbek)          | http://www.wroc.wiw.gov.pl/                                                                              |

ZHW biorą czynny udział w zapewnieniu odpowiedniego poziomu ochrony zdrowia publicznego i ochrony zdrowia zwierząt. Przeprowadzają badania laboratoryjne w zakresie monitorowania skażenia żywności pochodzenia zwierzęcego substancjami toksycznymi, hormonami, produktami leczniczymi, zanieczyszczeniami środowiskowymi (metalami ciężkimi, pestycydami), zanieczyszczenia żywności drobnoustrojami chorobotwórczymi i larwami pasożytów, badania pasz, jak również diagnostyki chorób zakaźnych zwierząt, w tym zoonoz (wścieklizny, brucellozy czy pasażowalnych encefalopatii gąbczastych i innych).
Poza działalnością urzędową poszczególne Zakłady Higieny Weterynaryjnej prowadzą działalność usługową w zakresie weterynaryjnych badań laboratoryjnych (np. badania mięsa zwierząt łownych na obecność włośni).